# John Titor
John Titor este un presupus călător în timp care a apărut pe unele forumuri americane în perioada 2000-2001. El a susținut că a călătorit în timp din anul 2036. În această perioadă, el a făcut mai multe preziceri (unele dintre ele vagi, unele destul de specifice) despre unele evenimente care vor avea loc începând cu 2004. Unele dintre acestea s-au adeverit (de exemplu, războiul din Irak), altele - nu (susținătorii afirmațiilor lui Titor cred că deja viitorul s-a schimbat din cauza lui; așadar nu a mai avut loc împărțirea SUA în cinci regiuni mai mici și niciun război atomic care va distruge marile puteri ale lumii).
John Titor a susținut că este unul dintre soldații unei unități speciale din viitor, precum și faptul că misiunea sa ar fi recuperarea unui calculator IBM 5100 din anii 1970 care ar conține soluția unei probleme a SO UNIX.
Povestea sa este relatată pe numeroase site-uri web, iar în 2003 fundația John Titor a lansat o carte John Titor: A Time Traveler's Tale (ISBN 1-59196-436-9). De asemenea, povestea sa a fost analizată la radio Coast to Coast AM și a apărut într-un roman grafic și serial anime manga numit Steins;Gate (2009).

## Mașina timpului
Titor a descris mașina timpului în mai multe rânduri. Într-un mesaj timpuriu, el a descris-o ca fiind o "masă staționară, o unitate temporală propulsat de două singularități dublu-pozitive", care formează un "sinusoid Tipler standard". 
Cele mai vechi mesaj a fost mai explicit, afirmând că mașina conține următoarele: 
- Doi magneți pentru microsingularitățile duble
- Colector variabil de injecție de electroni pentru a modifica masa și greutatea micro-singularităților
- Un sistem de răcire și de ventilare cu raze X
- Senzori de gravitație sau un sistem de blocare a gravitației variabile
- Patru ceasuri principale de cesiu
- Trei unități principale de calculatoare

În funcție de mesaje, dispozitivul a fost instalat în partea din spate modificată a unui Chevrolet Corvette din 1967 și mai târziu pe un camion din 1987 cu tracțiune integrală. 
Titor a distribuit mai multe scanări ale unui manual numit "C204 Time Displacement Unit" cu diagrame și scheme și a postat o serie de fotografii ale dispozitivului instalat pe autovehicul.
Titor a pretins că "modelul Everett-Wheeler al fizicii cuantice", mai bine cunoscut sub numele de interpretarea lumilor multiple, a fost corect. Modelul postulează că fiecare rezultat posibil al unei decizii cuantice are loc de fapt într-un "univers" separat. Titor a declarat că acesta este motivul pentru care paradoxul bunicului nu ar avea loc; urmând logica argumentului, Titor ar fi ucis un alt bunic al lui John Titor într-o altă linie temporală decât propria cronologie. 

... Paradoxul buniculului este imposibil. 
De fapt, toate paradoxurile sunt imposibile. Interpretarea Everett-Wheeler-Graham sau teoria lumilor multiple este corectă. 
Toate stările posibile cuantice, evenimente, posibilități și rezultate sunt reale, finale și au loc. 
Șansele de a se întâmpla orice într-un loc, cândva în supervers sunt de 100%.

## Legături externe
- John Titor: a Time Traveller From The Year 2036?
- Is John Titor an upcoming Disney franchise?
- John Titor Archive: Interview with a time traveler
- Misterul unei calatorii in timp - John Titor